# 10324 Vladimirov
10324 Vladimirov là một tiểu hành tinh vành đai chính với chu kỳ quỹ đạo là 1379.6451070 ngày (3.78 năm).
Nó được phát hiện ngày 14 tháng 11 năm 1990.